# Francesco Bussone
Francesco Bussone, detto il Carmagnola o il Conte di Carmagnola (Carmagnola, 1380 – Venezia, 5 maggio 1432), è stato un nobile e militare italiano.

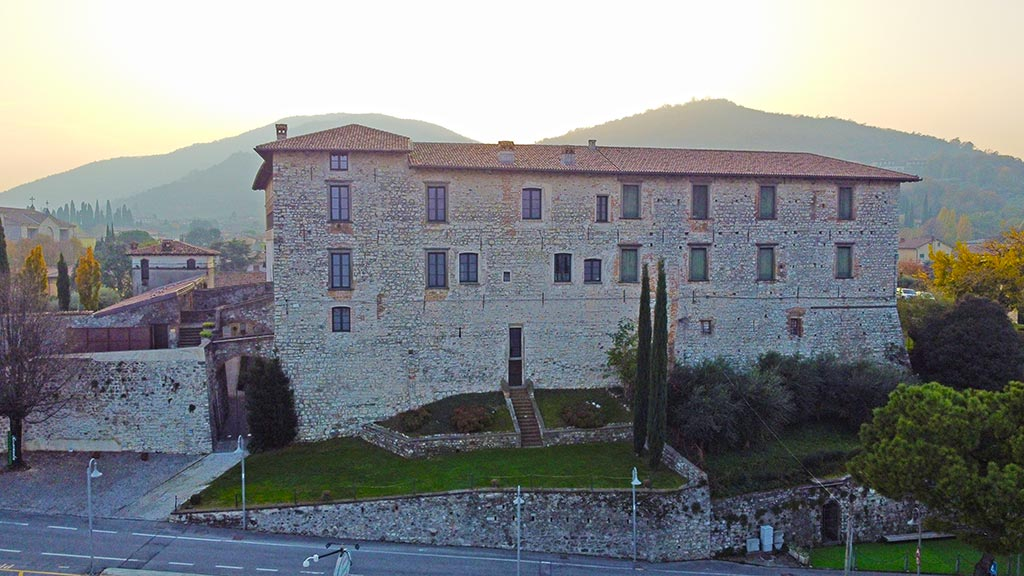
Clusane, Castello Carmagnola

Fu conte di Carmagnola, Chiari e Roccafranca e signore di Badia Pavese, Borgo Priolo, Candia Lomellina, Casalpusterlengo, Casei Gerola, Castelnuovo Scrivia, Castenedolo, Godiasco, Langosco, Sale, Sanguinetto, Silvano Pietra, Somaglia, Val di Nizza e Vespolate.

## Biografia

### Al servizio del Ducato di Milano
Fu un condottiero al soldo di Facino Cane, conte di Biandrate e mercenario piemontese, a seguito della cui morte seguì le sorti della vedova Beatrice di Tenda, risposatasi con Filippo Maria Visconti: unendosi al Visconti ebbe parte notevole nella riconquista di molte città sfuggite al ducato di Milano alla morte di Gian Galeazzo Visconti. Il conte di Biandrate ne rivelò subito l'intelligenza e il coraggio, per quanto con gelosia. Bussone vinse i lucchesi, pacificò gli aretini, tenne a freno i senesi e ridusse all'obbedienza il duca di Urbino. Fu suo il merito di aver dato dignità militare alle soldatesche di ventura.
Quando Milano era in rivolta per l'uccisione di Giovanni Maria Visconti il Carmagnola accorse e fu un ottimo consigliere di Filippo Maria, incerto e pavido, liberandolo dai parenti che ne ambivano la signoria e vincendo Estorre Visconti a Monza nel 1413. In seguito a questa vittoria ottenne il palazzo di via Broletto.
Nel 1415 combatté con Cabrino Fondulo, Pandolfo Malatesta, Giovanni Vignati e il marchese di Pescara. L'anno dopo prese a Lotario Rusca il castello di Lecco. A Trezzo sull'Adda, dopo accanita resistenza, fece prigioniero Bartolomeo Colleoni, e con la conquista di Crema liberò tutti gli antichi domini lombardi.
Dato il suo carattere disciplinato e ambizioso, non ebbe problemi ad eseguire ogni ordine portatogli dal Visconti. Riconquistò Piacenza dopo un terribile assedio, e per farsi aprire le porte della città impiccò il figlio e il fratello di Filippo Arcelli (14 giugno 1418) e rapì il figlio del signore di Lodi per imprigionare il padre.
Nel 1419 gli fu affidata l'impresa contro Genova, che ebbe buon fine, per la pace seguita tra la Superba e Milano; in seguito combatté contro il Fondulo, alleato del Malatesta, prese Cremona, Castelnuovo Bocca d'Adda, Castelleone, Bergamo, Orzinuovi, Palazzolo e Pontoglio.
L'8 settembre 1420 sconfiggeva di nuovo l'esercito del Malatesta presso Brescia e un mese dopo entrava trionfalmente a Milano a consegnare la città a Filippo Maria, al quale poteva subito dopo consegnare Brescia, ridotta a capitolare per fame e per sete e sottoposta alla ferocia del duca. Magnifica fu l'impresa contro gli svizzeri ribelli, culminata con la battaglia aspra e inconsueta di Bellinzona e con l'occupazione di Altdorf. Il Carmagnola fu uno dei pochi condottieri che riuscì sconfiggere, a Bellinzona nel 1422, il famoso quadrato svizzero, utilizzando una tattica particolare: non scagliò, come di consueto in passato, un'inutile carica di cavalleria contro l'inattaccabile  formazione svizzera chiusa ad istrice, ma una volta a ridosso della stessa fece smontare i cavalieri per l'attacco finale: questi, diventati fanti corazzati inattaccabili, fecero strage dei fanti svizzeri.
Filippo Maria lo ricompensò con titoli e onori dandogli in sposa Antonia Visconti ed alimentando in lui ambizioni di successione che incoraggiarono un atteggiamento spavaldo intollerabile per il lunatico e paranoico Filippo Maria. Infatti il Duca gli tolse ben presto il comando militare e gli diede il governatorato di Genova (1422-1424), da poco riconquistata e considerata poco affidabile.

### Al servizio della Repubblica di Venezia
Invece di attendere un cambio di atteggiamento da parte del volubile Filippo Maria, il Carmagnola, dopo essersi fatto sovvenzionare dal suo concittadino Oddino Granetto, nel marzo 1425 passò al servizio della Repubblica di Venezia, già decisa a rompere l'alleanza con Filippo Maria, preferendo appoggiare la Repubblica di Firenze, minacciata dal duca. Fu nominato Capitano Generale della Lega fra Firenze e Venezia e si insediò a Treviso.
Nella stessa città erano esiliati Valentina Visconti (figlia naturale di Bernabò Visconti e sorella di Estorre) e il suo secondo marito Giovanni Aliprandi: ad essi Filippo Maria inviò diversi messi per ordire un complotto volto ad uccidere per avvelenamento il Carmagnola. Il podestà di Treviso, venuto a conoscenza dell'intrigo, su richiesta del Senato, fece inquisire l'Aliprandi che confesso' il crimine e venne condannato a morte mediante decapitazione (1426).
Nel dicembre del 1425 la guerra tra Milano e Venezia era scoppiata e il Carmagnola si distinse nelle vicende alterne, sia per le sue doti di condottiero che per quelle di diplomatico: nella seconda fase della guerra partecipò alla battaglia di Maclodio (12 ottobre 1427), nella quale i veneziani, alleati di Firenze, riportarono una strepitosa vittoria. Il Carmagnola, per la prima volta usò in guerra i carri balestra.
Venezia, dapprima sospettosa di lui per aver concordato un troppo generoso scambio di prigionieri, gli rese gli onori meritati.

### La morte
Dopo il breve trattato di pace del 18 aprile 1428, periodo in cui acquistò l'abitazione a Brescia, la ripresa delle ostilità nel 1431 segnò l'inizio delle sventure del Carmagnola. Tentò invano di portare aiuto alla flotta veneta sul Po, fallendo per le circostanze a lui sfavorevoli, e la disfatta che ne derivò mise in sospetto il Senato veneziano, a cui si aggiunse la ritirata del Cavalcabò da Cremona senza averla occupata, a causa del mancato soccorso del Carmagnola. Gli Ungari dell'imperatore Sigismondo devastarono il Friuli e il Carmagnola non riuscì – o forse non volle – far nulla.
Il Senato veneziano lo aveva da poco riconfermato Comandante supremo delle truppe veneziane, ma da qualche tempo qualcosa risuonava falso nel suo comportamento e in Senato molti pensavano che il duca di Milano Filippo Maria Visconti gli avesse offerto qualche signoria in compenso al tradimento della Repubblica di Venezia. La vigilanza ordinata dal Consiglio dei Dieci sulla sua corrispondenza fornì, a quanto pare, le prove dei suoi accordi segreti col Visconti, dal quale egli avrebbe avuto l'offerta della signoria di Brescia.
L'incartamento relativo al processo, col quale il Consiglio dei Dieci condannava a morte il Carmagnola dopo averlo fatto arrestare a Venezia, è andato perduto in un incendio che coinvolse Palazzo Ducale; tuttavia, le prove addotte dovevano essere veramente schiaccianti, se la sentenza fu approvata con una maggioranza notevole.
Tutto ciò che si sa delle circostanze dell'arresto del conte fa capire, dal resto, come la sua coscienza non fosse per nulla tranquilla. Arrivato a Palazzo Ducale la sera dell'8 aprile del 1432 ed accolto con tutti gli onori, gli fu detto che l'ora era troppo tarda per poter incontrare il doge Francesco Foscari e che la riunione prevista sarebbe stata rinviata all'indomani. Il Carmagnola fece allora l'atto di tornarsene alla riva dove era ormeggiata la sua gondola, ma uno dei gentiluomini che gli aveva fatto scorta lo pregò di dirigersi verso un'altra arcata del palazzo. Il conte disse quindi: «Questa non è la mia strada», e gli fu risposto: «Oh, sì, sì, è questa la retta via». Quando il Carmagnola vide aprirsi la porta d'accesso alla prigione detta orba, più o meno corrispondente all'attuale entrata dei cosiddetti "pozzi", egli disse soltanto, impallidendo: «Sono perduto». La sera del 5 maggio del 1432, presenti la moglie e le figlie del condannato, il Carmagnola fu decapitato per ordine del Senato tra le due colonne di San Todaro e San Marco.
La convinzione della sua colpevolezza fu avvalorata anche dal brutale trattamento che Filippo Maria Visconti inflisse al patrizio veneziano Giorgio Corner, suo prigioniero, sottoposto a incessanti interrogatori e feroci torture per sette anni, per scoprire da lui che cosa esattamente la signoria sapesse dei suoi maneggi con il Carmagnola.
Nonostante queste prove, il Carmagnola ebbe sontuosi funerali: fu subito privatamente sepolto all'interno della chiesa dei Frari; in seguito, la moglie Antonia Visconti ottenne dalla Repubblica di Venezia di trasportare il corpo del marito a Milano dove esso fu sepolto nella chiesa di San Francesco Grande all'interno della cappella della famiglia di lei. La tomba venne distrutta durante la demolizione posteriore al 1798 e le ceneri del conte e della moglie disperse.
Il comando supremo dell'esercito veneziano venne assunto da Gianfrancesco Gonzaga, signore di Mantova e alleato della Serenissima.

## Discendenza
Francesco sposò Antonia Visconti, figlia di Pietro, signore di Jerago, da cui ebbe quattro figlie:
- Margherita, sposata con Bernabò Sanseverino;
- Elisabetta, sposata con Francesco Visconti;
- Luchina, sposata con Luigi Dal Verme;
- Antonia, sposata con Guarnerio Castiglioni.

## Nella letteratura
Alla sua figura si ispirò Alessandro Manzoni per la sua prima tragedia, Il Conte di Carmagnola (1820): al pari degli storici suoi contemporanei, non ebbe dubbi sull'innocenza del condottiero.